# Josef Toman
Josef Toman (n. 6 aprilie 1899, Praga, Austro-Ungaria – d. 27 ianuarie 1977, Praga, Cehoslovacia) a fost un scriitor, poet și dramaturg ceh.

## Biografie
Josef Toman s-a născut pe 6 aprilie 1899 în orașul Praga, care făcea parte atunci din Austro-Ungaria. În copilăria și adolescența sa pe care le-a petrecut în orășelul Rožmitál pod Třemšínem a suferit de tuberculoză osoasă, al cărei progres a fost vindecat în 1915 printr-o operație. A urmat studii secundare la Smíchov-Praga (1910-1911) și Rokycany (1911-1915). În 1915 a călătorit cu tatăl său pe coasta Mării Adriatice și a vizitat Veneția. A absolvit în 1918 cursurile Academiei de Studii Comerciale de la Praga.
A lucrat mai întâi la Živnobanka, dar, neînțelegându-se cu superiorii săi, a plecat în Italia ca reprezentant comercial al unei companii cehe. Între anii 1920 și 1921 a lucrat la Ambasada Cehoslovaciei de la Roma și apoi la o societate comercială cu sediul la Palermo, ceea ce i-a permis să efectueze călătorii comerciale în Asia Mică, Grecia, Spania, Franța și Africa de Nord și să exploreze cea mai mare parte a Mării Mediterane, experiențe pe care le-a fructificat mai târziu în romanele sale.
După întoarcerea în Cehoslovacia, a lucrat în perioada 1923-1945 la Asociația Artiștilor Plastici „Mánes”, mai întâi ca secretar și apoi ca director și a colaborat la o companie de film cehoslovacă (condusă de Vladislav Vančura) și la Clubul Scriitorilor Contemporani „Kámen”. În anii 1930 Toman a devenit activ în plan literar și a publicat numeroase articole în presa de stânga. Reprezentarea unor piese teatrale cu caracter antifascist a făcut să fie persecutat.
În timpul celui de-al Doilea Război Mondial, scriitorul a făcut parte dintr-un comitet clandestin pentru culegerea de informații. După încheierea războiului, a fost angajat în Ministerul Educației și Informațiilor, unde a lucrat în perioada 1945-1953. A fost mai întâi șef al Departamentului Teatrelor (1945-1948), iar din 1948 a coordonat programul de promovare a artelor. În 1953 s-a retras din motive de sănătate și s-a dedicat exclusiv literaturii.
Josef Toman a murit la 27 ianuarie 1977 la Praga.

## Activitatea literară
A început să scrie la începutul anilor 1920 și a publicat într-o serie de ziare și reviste precum Cesta, Topičův sborník, Literární noviny, Lumír, Lidové noviny, Tvorba, U Blok, Právo lidu, Rudé právo, Národní práce, Panorama și Zemědělské noviny. A scris mai întâi romane actuale, care nu au avut mare succes. La sfârșitul anilor 1930 s-a orientat către romanul istoric, colaborând uneori cu soția sa, Miroslava Tomanová (1906–1991).
A publicat piese teatrale antifasciste, volume de poezii, proză epică cu caracter social și istoric, precum și literatură pentru copii. Mai multe opere literare pe care le-a creat au fost adaptate pentru cinematografie, teatru și radio.
Romanul Kde lišky dávají dobrou noc (1957) a fost rezultatul unei experiențe trăite în mediul lucrătorilor forestieri.

## Operă (selecție)
- Slavnost léta (1925)
- Zrání (1926)
- Háj, který voní skořicí (1927)
- Černé slunce (1928)
- David Hron (1929)
- Svět bez oken (1933)
- Člověk odnikud (1933)
- O nesmělém Kryšpínovi a nedočkavé Kateřině (1934)
- Řeka čaruje (1936)
- Přítelkyně (1936), împreună cu Miroslava Tomanová
- Člověk odnikud (1937)
- Žába na prameni (1938)
- Vosí hnízdo, (1938), ed. revăzută: Dům z karet, (1956)
- Lidé pod horami, (1940), ed. revăzută (1958)
- Vichřice (1941)
- Don Juan (1944); tradusă în limba română sub titlul Don Juan (Ed. Univers, 1970)
- Verše ze zákopů (1946)
- Slovanské nebe, (1948), ed. revăzută (1962)
- Kde lišky dávají dobrou noc (1957), împreună cu Miroslava Tomanová
- Italská paleta (1962), împreună cu Miroslava Tomanová
- Po nás potopa (1963); tradusă în limba română sub titlul După noi, potopul! (EPL, 1967)
- Sokrates (1975), împreună cu Miroslava Tomanová; tradusă în limba română de Jean Grosu sub titlul Socrate (Ed. Univers, 1980)

## Legături externe
- Lista operelor în Catalogul cuprinzător al Republicii Cehe
- Josef Toman în Slovníku české literatury po roce 1945 (proiectul ÚČL al Academiei Cehe de Științe)
- de Josef Toman în Catalogul Bibliotecii Naționale a Germaniei (Informații despre Josef Toman • PICA • Căutare pe site-ul Apper)